# Hector Protector
Hector Protector (1988-2010) est un cheval de course pur-sang anglais appartenant à l'écurie de Stavros Niarchos.

## Carrière de courses
Poulain de grande naissance, Hector Protector débute à Chantilly fin mai 1990 par une victoire qui en appelle d'autres : le Prix La Flèche, le Prix de Cabourg, et le voilà promu sensation de l'été, que son succès dans le Prix Morny, au cœur de l'été deauvillais ne fait que confirmer. En septembre, il n'a rien perdu de sa superbe et continue son sans-faute. Prix de la Salamandre, et pour finir le Grand Critérium à Longchamp, qui fait office de finale pour les 2 ans français. Six courses, six victoires, Hector Protector est assurément le meilleur d'entre eux, et sans doute le meilleur juvenile européen. Reste à devenir un classique. 
L'année 1991 commence par une rentrée dans le Prix de Fontainebleau, la voie royale pour la Poule d'Essai des Poulains. Hector Protector remporte la préparatoire facilement, deux longueurs devant Acteur Français. Et dans la belle, il déjoue l'attaque de ce même Acteur Français et s'impose in extremis, d'une tête, préservant son exceptionnelle invincibilité. Plutôt que d'aller défier les Anglais chez eux dans les St. James's Palace Stakes, l'entourage du jeune champion choisit l'audace et la difficulté en l'alignant au départ du Derby d'Epsom. Un choix aventureux tant, par ce qu'il a montré en piste et son pedigree, monter sur la distance classique des 2 400 mètres ressemble à un pari fou. Que le poulain honore à moitié : il ne tient certes pas du tout la distance, et personne ne lui en voudra pour cela, mais parvient à préserver une honorable quatrième place à distance de Generous. 
Hector Protector, on en a eu la confirmation à Epsom, est donc un miler pur et dur. Et, de retour sur sa distance de prédilection, il le prouve en gagnant un cinquième groupe 1 avec le Prix Jacques Le Marois, où il l'emporte à nouveau d'un souffle, cette fois devant Lycius, qu'il avait battu l'année précédente dans le Prix de la Salamandre. C'est sa neuvième victoire (en dix courses), et sa dernière victoire. Comme s'il avait tout donné pour se construire un palmarès formidable, le poulain semble n'avoir plus rien dans les jambes à l'automne : il se noie dans le Prix du Moulin de Longchamp, puis dans les Queen Elizabeth II Stakes, et quitte la scène.  

### Résumé de carrière
| Date         | Hippodrome  | Pays        | Course                      | Statut      | Distance    | Jockey      | Place       | Écart       | Vainqueur ou deuxième |
| 1990, 2 ans  | 1990, 2 ans | 1990, 2 ans | 1990, 2 ans                 | 1990, 2 ans | 1990, 2 ans | 1990, 2 ans | 1990, 2 ans | 1990, 2 ans | 1990, 2 ans           |
| ------------ | ----------- | ----------- | --------------------------- | ----------- | ----------- | ----------- | ----------- | ----------- | --------------------- |
| 31 mai       | Chantilly   | France      | Prix d'Orgemont             | Maiden      | 1 000 m     | C. Piccioni | 1er / 4     | tête        | Blackbeard            |
| 13 juin      | Evry        | France      | Prix La Flèche              | Listed      | 1 200 m     | F. Head     | 1er / 11    | 2           | Stretford             |
| 4 août       | Longchamp   | France      | Prix de Cabourg             | Gr. 3       | 1 200 m     | F. Head     | 1er / 5     | enc.        | Belle Bleue           |
| 19 août      | Deauville   | France      | Prix Morny                  | Gr. 1       | 1 200 m     | F. Head     | 1er / 12    | 1 ½         | Divine Dance          |
| 9 septembre  | Longchamp   | France      | Prix de la Salamandre       | Gr. 1       | 1 400 m     | F. Head     | 1er / 7     | 1           | Lycius                |
| 6 octobre    | Longchamp   | France      | Grand Critérium             | Gr. 1       | 1 600 m     | F. Head     | 1er / 5     | 2 ½         | Masterclass           |
| 1991, 3 ans  |             |             |                             |             |             |             |             |             |                       |
| 11 avril     | Longchamp   | France      | Prix de Fontainebleau       | Gr. 3       | 1 600 m     | F. Head     | 1er / 6     | 2           | Acteur Francais       |
| 5 mai        | Longchamp   | France      | Poule d'Essai des Poulains  | Gr. 1       | 1 600 m     | F. Head     | 1er / 6     | tête        | Acteur Francais       |
| 5 juin       | Epsom       | Royaume-Uni | Derby                       | Gr. 1       | 2 400 m     | F. Head     | 4e / 13     | 12          | Generous              |
| 11 août      | Deauville   | France      | Prix Jacques Le Marois      | Gr. 1       | 1 600 m     | F. Head     | 1er / 10    | nez         | Lycius                |
| 8 septembre  | Longchamp   | France      | Prix du Moulin de Longchamp | Gr. 1       | 1 600 m     | F. Head     | 8e / 12     | 8           | Priolo                |
| 28 septembre | Ascot       | Royaume-Uni | Queen Elizabeth II Stakes   | Gr. 1       | 1 600 m     | F. Head     | 6e / 9      | 8           | Seikirk               |

## Au haras
Acquis à l'issue de sa carrière de course par le grand haras japonais de Shadai, Hector Protector a fait la navette avec l'Australie, avant de revenir en Europe en 1998. Il a causé une certaine déception comme étalon, étant donné ses états de service et son magnifique pedigree. Il a tout de même donné, avec la grande poulinière Lingerie, la bonne Shiva, lauréate pour la famille Niarchos de la Tattersalls Gold Cup, et l'Australien Royal Purler (ATC Flight Stakes), ses deux seuls lauréats au niveau groupe 1. Hector Protector s'est éteint en mai 2010.  

## Origines
Fils du précoce (meilleur 2 ans irlandais en 1985) et excellent étalon Woodman, Hector Protector appartient à une famille extraordinaire, dont on peut détailler la généalogie à partir Queen's Statute, une jument anglaise acquise dans les années 50 par le grand éleveur canadien E.P. Taylor, et qui est la mère de : 
- Court Royale (par Chop Chop), jument d'âge de l'année au Canada en 1963.
- Dance Act (par Northern Dancer), cheval de handicap de l'année au Canada en 1970 et 1971.
- Falafel (par Northern Dancer), mère de : 
  - Brief Truce (Irish River) : St. James's Palace Stakes, 2e Prix du Moulin de Longchamp, Queen Elizabeth II Stakes, 3e Irish 2000 Guineas, Breeders' Cup Mile.
- Royal Statute, mère de :
  - Akureyri (Buckpasser) : Fountain of Youth Stakes, 2e Florida Derby, Cowdin Stakes, 3e Remsen Stakes.
  - Royal Lorna (Val de l'Orne) : Premio Bagutta, 2e Premio Lydia Tesio.
  - Victoress (Conquistador Cielo), mère de :
    - Gwynn (Darshaan), mère de : 
      - Pour Moi (Montjeu) : Derby d'Epsom
      - Gagnoa (Sadler's Wells) : Prix des Réservoirs, Prix Pénélope, 2e Prix de Diane, Prix Saint-Alary, 3e Oaks.
      - Dawn Patrol (Galileo) : Loughbrown Stakes, 3e Irish Derby
      - White Hot (Galileo), mère de Pizza Bianca (Breeders' Cup Juvenile Fillies Turf)

  - Awaasif (Snow Knight) : Yorkshire Oaks, Gran Premio del Jockey Club. Mère de :
    - Ibn Al Haitam (Zafonic) : 2e Norfolk Stakes, 3e UAE Derby.
    - Snow Bride : Oaks, Musidora Stakes, Princess Royal Stakes. Mère de :
      - Saytarra (Seeking The Gold) : Prix d'Aumale.
      - Lammtarra (Nijinsky) : Derby d'Epsom, King George VI & Queen Elizabeth Stakes, Prix de l'Arc de Triomphe

  - Konafa (Damascus) : 2e 1000 Guinées, pilier de l'élevage Niarchos, mère de :
    - Keos (Riverman) : 2e Prix de la Forêt, 3e Prix de l'Abbaye de Longchamp.
    - Proskona (Mr. Prospector) : Premio Umbria, Prix de Seine-Et-Oise.
      - Deuxième mère de Ultra (Manduro) : Prix Jean-Luc Lagardère
      - Troisième mère de Modern Games (Dubawi) : Breeders' Cup Juvenile Turf, Breeders' Cup Mile, Poule d'Essai des Poulains, Woodbine Mile, Lockinge Stakes. & de  Mawj (Exceed and Excel), 1000 Guinées, Queen Elizabeth II Challenge Cup, Duchess of Cambridge Stakes, 3e Cheveley Park Stakes

    - Leos Lucky Lady (Seattle Slew), mère de :
      - Gaudeamus (Distorted Humor) : Debutante Stakes, mère du grand champion hongkongais Golden Sixty

    - Koryeva (Riverman) : Prix Chloé, mère de :
      - Bosra Sham (Woodman) : Fillies' Mile, 1000 Guinées, Champion Stakes.
      - Shanghai (Procida) : Poule d'Essai des Poulains.
      - Hector Protector

### Pedigree
| Origines de Hector Protector (USA), mâle bai né en 1988 | Origines de Hector Protector (USA), mâle bai né en 1988 | Origines de Hector Protector (USA), mâle bai né en 1988 | Origines de Hector Protector (USA), mâle bai né en 1988 |
| ------------------------------------------------------- | ------------------------------------------------------- | ------------------------------------------------------- | ------------------------------------------------------- |
| Père Woodman                                            | Mr. Prospector                                          | Raise a Native                                          | Native Dancer                                           |
| Père Woodman                                            | Mr. Prospector                                          | Raise a Native                                          | Raise You                                               |
| Père Woodman                                            | Mr. Prospector                                          | Gold Digger                                             | Nashua                                                  |
| Père Woodman                                            | Mr. Prospector                                          | Gold Digger                                             | Sequence                                                |
| Père Woodman                                            | Playmate                                                | Buckpasser                                              | Tom Fool                                                |
| Père Woodman                                            | Playmate                                                | Buckpasser                                              | Busanda                                                 |
| Père Woodman                                            | Playmate                                                | Intriguing                                              | Swaps                                                   |
| Père Woodman                                            | Playmate                                                | Intriguing                                              | Glamour                                                 |
| Mère Korveya                                            | Riverman                                                | Never Bend                                              | Nasrullah                                               |
| Mère Korveya                                            | Riverman                                                | Never Bend                                              | Lalun                                                   |
| Mère Korveya                                            | Riverman                                                | River Lady                                              | Prince John                                             |
| Mère Korveya                                            | Riverman                                                | River Lady                                              | Nile Lily                                               |
| Mère Korveya                                            | Konafa                                                  | Damascus                                                | Sword Dancer                                            |
| Mère Korveya                                            | Konafa                                                  | Damascus                                                | Kerala                                                  |
| Mère Korveya                                            | Konafa                                                  | Royal Statute                                           | Northern Dancer                                         |
| Mère Korveya                                            | Konafa                                                  | Royal Statute                                           | Queen's Statute (famille 22-b)                          |